# Resolutie 637 Veiligheidsraad Verenigde Naties
Resolutie 637 van de Veiligheidsraad van de Verenigde Naties werd unaniem aangenomen op 27 juli 1989. De resolutie steunde het akkoord dat een aantal landen in Centraal-Amerika hadden gesloten om de aanslepende crisis in hun regio te bezweren.

## Achtergrond
Begin jaren 1980 waren de landen Nicaragua, Honduras en ook El Salvador in conflict met elkaar. In Nicaragua voerden allerlei groeperingen een gewapende strijd tegen de overheid. Die groeperingen werden heimelijk gesteund door de Verenigde Staten. Die laatsten gingen ook een overeenkomst aan met Honduras tegen communistische bewegingen in Nicaragua en El-Salvador.
Colombia, Mexico, Panama en Venezuela lanceerden toen de Contadora-groep, een initiatief om de conflicten in Centraal-Amerika te bezweren. Begin 1989 tekenden vijf Centraal-Amerikaanse presidenten, die van Costa Rica, El Salvador, Guatemala, Honduras en Nicaragua een overeenkomst waarin ze democratisering, een staakt-het-vuren en vrije verkiezingen beloofden.
Ze vroegen ook een waarnemingsmacht aan de Verenigde Naties om toe te zien op de uitvoering van de overeenkomst. Die macht, ONUCA, controleerde of de steun aan rebellengroepen was opgedroogd en of de landen nog toelieten dat vanuit hun grondgebied andere landen werden aangevallen. ONUCA bleef actief tot januari 1992.

## Inhoud
De Veiligheidsraad:
- herinnert aan zijn eerdere resoluties 530 en 562, de resoluties 38/10, 39/4, 41/37, 42/1 en 43/24 en het initiatief van secretaris-generaal Javier Pérez de Cuéllar met de secretaris-generaal van de Organisatie van Amerikaanse Staten;
- is ervan overtuigd dat de bevolking in Centraal-Amerika een vreedzame oplossing zonder inmenging van buitenaf wil voor het conflict;
- neemt nota van het rapport van de secretaris-generaal gevraagd in resolutie 530 en 562;
- erkent de belangrijke rol van de Contadora-groep;
- verwelkomt het akkoord over de procedures voor het bewerkstelligen van langdurige vrede in Centraal-Amerika dat op 7 augustus 1987 werd ondertekend in Guatemala-Stad door de presidenten van Costa Rica, El Salvador, Guatemala, Honduras en Nicaragua;
- verwelkomt ook de gezamenlijke verklaringen van de presidenten;
- kent het belang dat de presidenten hechten aan internationaal toezicht op de uitvoering van bovenstaande instrumenten;
- weet ook dat de verbintenissen in het akkoord van Guatemala een samenhangend geheel vormen;
- waardeert de inspanningen van de secretaris-generaal tot dusver en zijn akkoord met Nicaragua voor een VN-Waarnemingsmissie om toe te zien op het verkiezingsproces in het bijzonder;

1. looft de wens voor vrede van de Centraal-Amerikaanse presidenten;
2. steunt het akkoord van Guatemala en de gezamenlijke verklaringen;
3. roept de presidenten op om zich verder in te zetten voor vrede door hun verbintenissen na te komen;
4. doet een oproep aan alle landen de politieke wil van de Centraal-Amerikaanse landen om verplichtingen na te komen te steunen, vooral door eventuele steun aan onrechtmatige strijdkrachten te staken;
5. steunt de secretaris-generaal in de voortzetting van zijn bemiddelingswerkzaamheden;
6. vraagt de secretaris-generaal om regelmatig over de uitvoering van deze resolutie te rapporteren.

## Verwante resoluties
- Resolutie 530 Veiligheidsraad Verenigde Naties (1983)
- Resolutie 562 Veiligheidsraad Verenigde Naties (1985)
- Resolutie 644 Veiligheidsraad Verenigde Naties
- Resolutie 650 Veiligheidsraad Verenigde Naties (1990)

Lijst ·  627 ·  628 ·  629 ·  630 ·  631 ·  632 ·  633 ·  634 ·  635 ·  636 ·  637 ·  638 ·  639 ·  640 ·  641 ·  642 ·  643 ·  644 ·  645 ·  646